# Circoscrizioni e collegi elettorali del Parlamento della Repubblica Italiana
La voce riporta il riepilogo delle circoscrizioni e collegi elettorali in uso nella Repubblica Italiana per le elezioni svolte tra dal 1946, oltre alle modalità di elezione all'interno di essi, come disciplinate dalle varie leggi elettorali che sono state in vigore.

## Cronologia
Dati delle votazioni effettuate dal 1946 per la Repubblica Italiana.
| Legislatura | Elezioni | Votazione           | Camera         | Camera  | Camera   | Senato         | Senato  | Senato   | Scrutinio                                              |
| Legislatura | Elezioni | Votazione           | Circoscrizioni | Collegi | Deputati | Circoscrizioni | Collegi | Senatori | Scrutinio                                              |
| ----------- | -------- | ------------------- | -------------- | ------- | -------- | -------------- | ------- | -------- | ------------------------------------------------------ |
| Costituente | Dettagli | 2 giugno 1946       | 31             | 0       | 556      |                |         |          | proporzionale                                          |
| I           | Dettagli | 18 aprile 1948      | 31             | 0       | 574      | 20             | 237     | 237      | proporzionale                                          |
| II          | Dettagli | 7 giugno 1953       | 31             | 0       | 590      | 19             | 237     | 237      | proporzionale                                          |
| III         | Dettagli | 25 maggio 1958      | 31             | 0       | 596      | 19             | 237     | 246      | proporzionale                                          |
| IV          | Dettagli | 28-29 aprile 1963   | 32             | 0       | 630      | 20             | 238     | 315      | proporzionale                                          |
| V           | Dettagli | 19-20 maggio 1968   | 32             | 0       | 630      | 20             | 238     | 315      | proporzionale                                          |
| VI          | Dettagli | 7-8 maggio 1972     | 32             | 0       | 630      | 20             | 238     | 315      | proporzionale                                          |
| VII         | Dettagli | 20-21 giugno 1976   | 32             | 0       | 630      | 20             | 238     | 315      | proporzionale                                          |
| VIII        | Dettagli | 3-4 giugno 1979     | 32             | 0       | 630      | 20             | 238     | 315      | proporzionale                                          |
| IX          | Dettagli | 26-27 giugno 1983   | 32             | 0       | 630      | 20             | 238     | 315      | proporzionale                                          |
| X           | Dettagli | 14-15 giugno 1987   | 32             | 0       | 630      | 20             | 238     | 315      | proporzionale                                          |
| XI          | Dettagli | 5-6 aprile 1992     | 32             | 0       | 630      | 20             | 238     | 315      | proporzionale                                          |
| XII         | Dettagli | 27-28 marzo 1994    | 27             | 475     | 630      | 20             | 232     | 315      | maggioritario a turno unico con recupero proporzionale |
| XIII        | Dettagli | 21 aprile 1996      | 27             | 475     | 630      | 20             | 232     | 315      | maggioritario a turno unico con recupero proporzionale |
| XIV         | Dettagli | 13 maggio 2001      | 27             | 475     | 630      | 20             | 232     | 315      | maggioritario a turno unico con recupero proporzionale |
| XV          | Dettagli | 9-10 aprile 2006    | 28             | 5       | 630      | 21             | 11      | 315      | proporzionale con premio di maggioranza                |
| XVI         | Dettagli | 13-14 aprile 2008   | 28             | 5       | 630      | 21             | 11      | 315      | proporzionale con premio di maggioranza                |
| XVII        | Dettagli | 24-25 febbraio 2013 | 28             | 5       | 630      | 21             | 11      | 315      | proporzionale con premio di maggioranza                |
| XVIII       | Dettagli | 4 marzo 2018        | 29             | 299     | 630      | 21             | 153     | 315      | misto proporzionale-maggioritario                      |
| XIX         | Dettagli | 25 settembre 2022   | 29             | 151     | 400      | 21             | 78      | 200      | misto proporzionale-maggioritario                      |

## 1946-1992: Sistema proporzionale
La legge elettorale proporzionale fu introdotta dopo la fine del fascismo e della guerra, con il decreto legislativo luogotenenziale n. 74 del 10 marzo 1946, dopo essere stata approvata dalla Consulta Nazionale il 23 febbraio 1946 con 178 sì e 84 no.
Concepita per gestire le elezioni dell'Assemblea Costituente previste per il successivo 2 giugno, fu poi recepita come normativa elettorale per la Camera dei deputati con la legge n. 6 del 20 gennaio 1948. La formula proporzionale del testo fu successivamente e temporaneamente sconvolta dalla legge n. 148 del 1953 la quale, su iniziativa del governo di Alcide De Gasperi, introdusse un premio di maggioranza per la coalizione che avesse eventualmente raggiunto la maggioranza assoluta dei consensi: tale modifica, fortissimamente osteggiata dalle opposizioni che la bollarono con l'epiteto di Legge Truffa, non dispiegò mai i suoi effetti perché nella successiva tornata elettorale le forze di governo non riuscirono a conseguire il quorum previsto. Fu così che il premio fu abolito senza mai aver trovato applicazione, e l'intera normativa trovò definitiva sistemazione col Testo Unico n. 361 del 30 marzo 1957.
Per quanto riguarda il Senato della Repubblica, i suoi criteri di elezione vennero stabiliti con la legge n. 29 del 6 febbraio 1948 la quale, rispetto a quella per la Camera, conteneva alcuni piccoli correttivi in senso maggioritario, pur mantenendosi anch'essa in un quadro larghissimamente proporzionale. Anche tale legge ebbe il suo definitivo perfezionamento col succitato Testo Unico del 1957.

### Funzionamento per la Camera
In base alla legge in oggetto, i partiti presentavano in ogni circoscrizione una lista di candidati. L'assegnazione di seggi alle liste circoscrizionali avveniva con un sistema proporzionale utilizzando il metodo dei divisori con quoziente Imperiali; determinato il numero di seggi guadagnati da ciascuna lista, venivano proclamati eletti i candidati che, all'interno della stessa, avessero ottenuto il maggior numero di preferenze da parte degli elettori, i quali potevano esprimere il loro gradimento per un massimo di quattro candidati.
I seggi e i voti residuati a questa prima fase venivano raggruppati poi nel collegio unico nazionale, all'interno del quale gli scranni venivano assegnati sempre col metodo dei divisori, ma utilizzando ora il quoziente Hare naturale ed esaurendo il calcolo tramite il metodo dei più alti resti.
Per accedere alla ripartizione dei seggi i partiti dovevano conseguire almeno 300.000 voti validi ed un quoziente pieno in una circoscrizione.

### Funzionamento per il Senato
Differentemente dalla Camera, la legge elettorale del Senato si articolava su base regionale, seguendo il dettato costituzionale (art.57). Ogni Regione era suddivisa in tanti collegi uninominali quanti erano i seggi ad essa assegnati. All'interno di ciascun collegio, veniva eletto il candidato che avesse raggiunto il quorum del 65% delle preferenze: tale soglia, oggettivamente di difficilissimo conseguimento, tradiva l'impianto proporzionale su cui era concepito anche il sistema elettorale della Camera Alta. Qualora, come normalmente avveniva, nessun candidato avesse conseguito l'elezione, i voti di tutti i candidati venivano raggruppati in liste di partito a livello regionale, dove i seggi venivano allocati utilizzando il metodo D'Hondt delle maggiori medie statistiche e quindi, all'interno di ciascuna lista, venivano dichiarati eletti i candidati con le migliori percentuali di preferenza.

## 1994-2001: Legge Mattarella
La legge Mattarella configurava un sistema elettorale maggioritario, corretto da una sensibile quota proporzionale pari ad un quarto dei seggi di ciascuna assemblea legislativa o camera.
In prima istanza, il territorio nazionale era suddiviso in 475 collegi uninominali per la Camera, e in 232 per il Senato. L'attribuzione di questo primo gruppo di seggi avveniva molto semplicemente in base a un sistema maggioritario a turno unico (first-past-the-post): veniva eletto parlamentare il candidato che avesse riportato la maggioranza relativa dei suffragi nel collegio. Nessun candidato poteva presentarsi in più di un collegio. I rimanenti seggi erano invece assegnati con un metodo tendenzialmente proporzionale, funzionante però con meccanismi differenziati fra le due assemblee. Per quanto riguarda la Camera, l'elettore godeva di una scheda elettorale separata per l'attribuzione dei 155 seggi residui, cui accedevano solo i partiti che avessero superato la soglia di sbarramento nazionale del 4%.
Il calcolo dei seggi spettanti a ciascuna lista veniva effettuata nel collegio unico nazionale mediante il metodo Hare dei quozienti naturali e dei più alti resti; tali seggi venivano poi ripartiti, in ragione delle percentuali delle singole liste a livello locale, fra le 26 circoscrizioni plurinominali in cui era suddiviso il territorio nazionale, e all'interno delle quali i singoli candidati — che potevano corrispondere a quelli presentatisi nei collegi uninominali — venivano proposti in un sistema di liste bloccate senza possibilità di preferenze. Il meccanismo era però integrato dal metodo dello scorporo, volto a dar compensazione ai partiti minori fortemente danneggiati dall'uninominale: successivamente alla determinazione della soglia di sbarramento, ma antecedentemente al riparto dei seggi, alle singole liste venivano decurtati tanti voti quanti ne erano serviti a far eleggere i vincitori nell'uninominale — cioè i voti di scarto tra i primo classificato e il secondo — i quali erano obbligati a collegarsi ad almeno una lista circoscrizionale e fino al massimo di sei liste. In caso di collegamento dei candidati con più liste, l'entità dello scoporo per ciascuna lista veniva determinata in proporzione ai voti ottenuti da ciascuna lista nel collegio in cui il candidato ad esse collegato era risultato eletto.
Veniva inoltre determinata la graduatoria dei candidati nei collegi uninominali non proclamati eletti collegati a ciascuna lista presente nella quota proporzionale della relativa circoscrizione, disponendoli nell'ordine delle rispettive cifre individuali. Qualora ad una lista circoscrizionale fossero spettati più seggi di quanti fossero stati i suoi candidati (il numero dei candidati di ciascuna lista non poteva essere superiore ad un terzo dei seggi attribuiti in ragione proporzionale alla circoscrizione, con arrotondamento all'unità superiore), venivano proclamati eletti, sino a concorrenza del numero dei seggi spettanti alla lista e seguendo l'ordine delle rispettive cifre individuali, i candidati della graduatoria che non fossero già stati proclamati eletti. In caso di collegamento dei candidati con più liste, i candidati entravano a far parte della graduatoria relativa a ciascuna delle liste con cui era stato dichiarato il collegamento.
Per quanto riguarda il Senato, gli 83 seggi proporzionali venivano assegnati, secondo il dettato costituzionale, su base regionale. In ogni Regione venivano assommati i voti di tutti i candidati uninominali perdenti che si fossero collegati in un gruppo regionale, ed i seggi venivano assegnati utilizzando il metodo D'Hondt delle migliori medie: gli scranni così ottenuti da ciascun gruppo venivano assegnati, all'interno di essa, ai candidati perdenti che avessero ottenuto le migliori percentuali elettorali. Ancor più che alla Camera, ove lo scorporo era parziale, lo scorporo totale previsto per il Senato faceva funzionare la quota proporzionale di fatto come una strana quota minoritaria, in aperto contrasto con l'impianto generale della legge elettorale.

## 2018-: sistema misto
Con la legge elettorale italiana del 2017 (XVIII legislatura) si è stabilito un sistema misto con collegi uninominali e plurinominali.